# Невине лажи (филм)
Невине лажи (енгл. Knight and Day) амерички је филм из 2010. Режију потписује Џејмс Менголд, по сценарију Патрика О’Нила, док главне улоге тумаче Том Круз и Камерон Дијаз. Представља другу сарадњу Круза и Дијазове, после филма Небо боје ваниле (2001).

## Радња
Џун Хејвенс се спрема да се укрца на лет кући, на сестрино венчање, када налети на Роја Милера, усред гужве на аеродрому. Неколико минута касније, њих двоје ћаскају у авиону. Када Џун оде у тоалет, у авиону настаје хаос. До њеног изласка из тоалета, Рој је побио све у авиону, укључујући и пилоте. Након принудног спуштања авиона на пусто кукурузиште, Рој каже Џун да би требало да очекује посету владиних агената, али је упозорава да је, уколико буде сарађивала са њима, очекује готово сигурна смрт.
Наредног дана, баш као што је Рој предвидео, Џун се суочава са импозантном гомилом владиних агената који је бомбардују питањима о њеном тајанственом сапутнику из авиона. Изненада, Рој се враћа и поново спашава Џун. Усред све те конфузије и пуцњаве, Џун ће почети да се везује за Роја. Међутим, ни у једном тренутку неће бити сигурна да ли је њен непредвидиви заштитник један од добрих или један од лоших момака. Када јој Рој коначно открије да покушава да заштити драгоцени нови извор енергије, неће више бити времена за питања.

## Улоге
| Глумац         | Улога           |
| -------------- | --------------- |
| Том Круз       | Рој Милер       |
| Камерон Дијаз  | Џун Хејвенс     |
| Питер Сарсгорд | Џон Фицџералд   |
| Жорди Мола     | Антонио Кинтана |
| Вајола Дејвис  | Изабел Џорџ     |
| Пол Дејно      | Сајмон Фек      |
| Меги Грејс     | Ејприл Хејвенс  |
| Дејл Дај       | Френк Џенкинс   |
| Силија Вестон  | Моли Најт       |
| Гал Гадот      | Наоми           |